# Hartlaubs toerako
De Hartlaubs toerako (Tauraco hartlaubi) is een vogel die behoort tot de familie Musophagidae (toerako's). De vogel is genoemd naar de Duitse ornitholoog Gustav Hartlaub.

## Leefwijze
De hartlaubs toerako leeft van vruchten. Hij loopt aapachtig over de takken.
Meestal wordt hij niet gezien door mensen, maar zijn rauwe roep verraadt vaak zijn aanwezigheid.

## Verspreiding en leefgebied
Deze soort komt voor van centraal Kenia tot oostelijk Oeganda en noordelijk Tanzania.